# Giuseppe Tarditi
Giuseppe Tarditi (Torino, 21 aprile 1865 – Roma, 27 novembre 1942) è stato un generale italiano, particolarmente distintosi nel corso della guerra italo-turca e nella prima guerra mondiale. Decorato con la Croce di Cavaliere dell'Ordine Militare di Savoia.

## Biografia
Nacque a Torino il 21 aprile 1865, figlio di Carlo e Lidia Caccia, all'interno di una famiglia di tradizioni militari.  Rimasto orfano giovanissimo, insieme con fratello Ernesto fu cresciuto dal padre tra le abitazioni di Busca, Centallo e Torino in un ambiente famigliare permeato dai racconti e dai cimeli del vecchio padre militare.
Arruolatosi nel Regio Esercito iniziò a frequentare la Regia Accademia Militare di Fanteria e Cavalleria di Modena, da cui uscì nel 1883 con il grado di sottotenente assegnato all'arma di fanteria, assegnato al 42º Reggimento fanteria della Brigata Modena. Dopo la promozione a tenente transitò nel Corpo degli alpini, promosso a capitano nel giugno 1900. Nel 1905 risultava in servizio presso il 2º Reggimento alpini di stanza a Cuneo, sotto gli ordini del colonnello Enrico Amaretti, col in quale collaborò all'organizzazione dei soccorsi in favore delle popolazioni calabresi colpite dal terremoto dell'8 settembre. Divenuto maggiore, nel marzo 1912 partì per combattere in Libia, durante la guerra italo-turca, dove fu insignito della Croce di Cavaliere dell'Ordine Militare di Savoia. Durante il conflitto si distinse per le sue doti diplomatiche e politiche nel Garian e nel Gebel, tanto che al suo rientro in Italia fu promosso tenente colonnello.
Trasferito al 3º Reggimento alpini, all'atto dell'entrata in guerra del Regno d'Italia, avvenuta il 24 maggio 1915, comandava il battaglione alpini "Exilles". Dopo il ferimento del parigrado Luigi Pettinati, assunse il comando interinale del "Gruppo Alpini B", conducendolo nell'azione che consentì al battaglione alpini "Susa" di conquistare della regione del Potoce sul massiccio del Monte Nero.
Alla fine dell'anno è promosso colonnello e mandato in Val Costeana, in forza alla 4ª Armata, dove assunse il comando dei battaglioni alpini "Belluno e "Val Chisone", sostituendo, il 2 settembre, il colonnello Giovanni Arrighi. Nei primi giorni del mese di ottobre ordinò un infruttuoso attacco al Castelletto della Tofane, e vista l'inutilità dei sanguinosi attacchi frontali, promosse, con la collaborazione del sottotenente ingegnere Luigi Malvezzi e del sottotenente perito minerario Eugenio Tissi, la realizzazione di una mina per farlo esplodere e consentirne la conquista. Promosse anche il minamento della cima del Col di Lana scontratosi col colonnello Peppino Garibaldi, e non fu direttamente coinvolto nell'attacco, pur avendo inviato tre compagnie del battaglione alpini "Belluno" in appoggio agli assalti della fanteria.
Nella primavera del 1916 sostituì interinalmente nel comando il generale Antonio Cantore, caduto in combattimento.
Il 23 marzo 1917 fu promosso maggior generale per meriti di guerra, e a metà del mese di luglio fu trasferito a Nimis, alle dipendenze del XXVII Corpo d'Armata, mentre si stava preparando l'undicesima battaglia dell'Isonzo. Assunse il comando del Raggruppamento alpino che comprendeva il 5º Gruppo agli ordini del tenente colonnello Vittorio Magliano e del 13º Gruppo, comandato dal tenente colonnello Giulio De Negri.
Il 18 agosto gli alpini andarono all'assalto della Bainsizza, ingaggiando un durissimo combattimento contro il nemico, che causò gravi perdite. Al Comando supremo, e al comandante della 2ª Armata, generale Luigi Capello, parve che non si facessero sufficienti sforzi per conquistare la posizione. Capello, alle ore 15:50 del 21 agosto, gli inviò un fonogramma in cui si invitava ad attaccare, seguito da un secondo, perentorio, alle 19:10. Egli rispose il giorno seguente rifiutando di eseguire l'ordine. Alle 11:10 di quello stesso giorno arrivò un terzo fonogramma in cui Capello, nonostante il parere negativo del comandante dell'esercito, generale Luigi Cadorna, lo destituiva dal comando del raggruppamento, che fu assunto dal colonnello Magliano. Gli Alpini combatterono sulla Bainsizza, agli ordini di Magliano, fino al giorno 25 quando le posizioni da loro conquistate, al prezzo di 2.500 morti, furono rilevate dai fanti del 274º Reggimento fanteria della Brigata Belluno.
Trasferito a disposizione del generale Ottavio Ragni presso lo Stato maggiore di Torino, nel gennaio 1918 fu inviato presso il Gran Quartier Generale francese con l'incarico di disciplinare i 60.000 militari territoriali italiani impiegati nella costruzione delle linee difensive ideate dai generali Philippe Pétain e da Ferdinand Foch in previsione dell’offensiva tedesca di primavera contro la Francia.
Rimase in Francia fino alla fine del conflitto, rientrando poi in Italia dove fu promosso generale di divisione, e nel 1926 fu tra i primi iscritti alla neocostituita Unione nazionale ufficiali in congedo d'Italia (UNUCI). Il Presidente designato, il Principe Pietro Lanza di Scalea, nominò tre Vicepresidenti, fra i quali Gelasio Caetani, e lo scelse come Segretario Generale. Ricoprì tale carica intervenendo a conferenze ed adunate alpine, e ritornando qualche volta in Piemonte per partecipare ai raduni delle locali Sezioni. Il 27 agosto 1939 presenziò all'inaugurazione del sacrario militare di Bezzecca. Si spense a Roma il 27 novembre 1942, e la salma fu sepolta nel cimitero di Busca.

### Annotazioni
1. ↑  La coppia ebbe un altro figlio, Ernesto, e la madre morì poco dopo il parto di quest'ultimo.
2. ↑  Suo padre Carlo combatté in tutte le battaglie del Risorgimento, dal 1848 in poi, meritandosi una Medaglia d'argento al valor militare a Novara, la Croce doi Cavaliere dell'Ordine militare di Savoia nel 1859, e una menzione d’onore nella campagna del 1866 a Borgoforte. Promosso maggiore generale 1867, fu comandante della Divisione militare di Bari, andando in pensione nel corso del 1872.
3. ↑  Ernesto Tarditi di Centallo, divenuto poi anche lui generale, al comando del 14º Reggimento "Cavalleggeri di Alessandria" fu il primo italiano a Trento  alle ore 15.15 del 3 novembre 1918.
4. ↑  Quando Tissi rimase ferito in combattimento fu sostituito nell'incarico dal perito industriale Mario Cadorin.
5. ↑  A differenza di Cantore era di rado presente in prima linea e non amava mescolarsi con i suoi subalterni, dimostrando un carattere piuttosto indisponente. Gli alpini si burlarono della sua prudenza con una canzoncina Caro signor Tarditi al Fanis vada lei riferendosi a un episodio accaduto al posto di comando di Vervei. Durante una bufera di neve, con la mantellina rialzata per proteggersi dal freddo, il tenente Michele Venier passando davanti al posto di comando fu così apostrofato da Tarditi che si trovava davanti alla porta: Tenente, lei non conosce ne’ saluta il suo colonnello?, al che Venier si fermò quanto bastava per rispondergli: Colonnello, io sto di casa lassù, al Masarè, dove non ho mai avuto l’onore d’incontrarla!, e proseguì per la sua strada, lasciando Tarditi esterrefatto.

### Fonti
1. 1 2 3 4 5  Bianchi 2012, p. 246.
2. 1 2 3 4 5 6 7 8 9 10 11 12 13 14  Fronte Dolomitico.
3. 1 2 3 4  Bianchi 2012, p. 247.
4. 1 2 3  Caruso 2019, p. 63.
5. ↑  Caruso 2019, p. 64.
6. 1 2 3  Bianchi 2012, p. 248.
7. ↑  Ufficio Storico Stato Maggiore dell'Esercito 1958, p. 402.
8. ↑  Itinerari della Grande Guerra.
9. ↑  Sito web del Quirinale: dettaglio decorato.
10. ↑  Gazzetta Ufficiale del Regno d'Italia n.133 del 6 giugno 1918, pag.1613.
11. ↑  Bollettino ufficiale del 31 agosto 1917, dispensa 65ª, pag.5873.